# كيلي مايلز
كيلي مايلز (بالإنجليزية: Kelly Miles)‏ هو سياسي أمريكي، ولد في 1962. حزبياً، نشط في الحزب الجمهوري. وقد انتخب عضو مجلس نواب ولاية يوتا.